# Affler

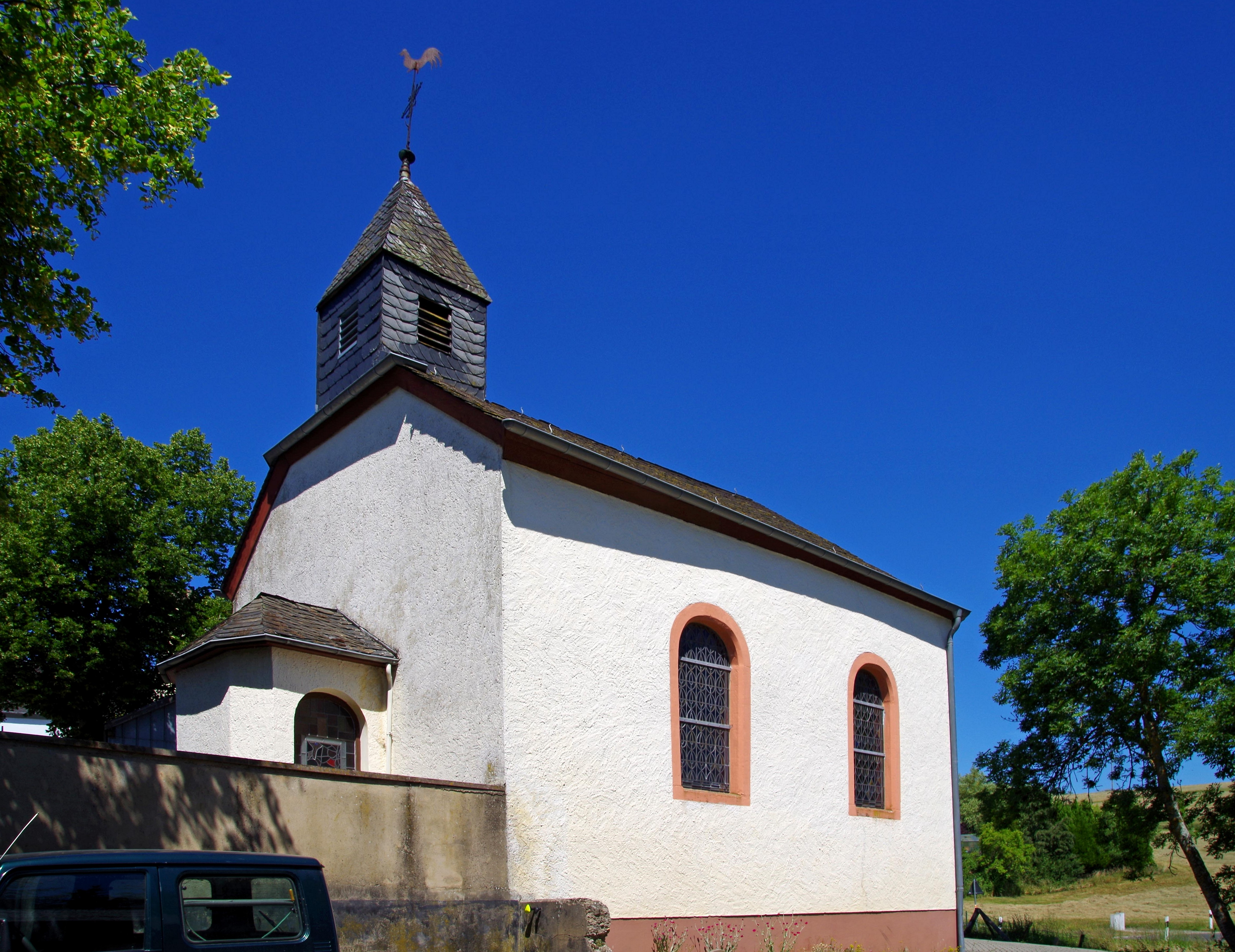
Kapelle Affler, Nordostseite

Affler ist eine Ortsgemeinde im Eifelkreis Bitburg-Prüm in Rheinland-Pfalz. Sie gehört der Verbandsgemeinde Südeifel an.

## Geographie
Affler liegt im Naturpark Südeifel südlich von Dasburg oberhalb der Our unweit der Grenze zu Luxemburg. Zu Affler gehören auch die Wohnplätze Auf den Pülen und Kohnenhof.
Nachbarorte von Affler sind die Ortsgemeinden Preischeid im Norden, Sevenig bei Neuerburg im Osten, Übereisenbach im Süden und – auf der anderen Seite der Qur – das luxemburgische Hosingen. 

## Geschichte
Affler ist wohl älteren Ursprungs und zählte mit Übereisenbach zur Meierei Daleiden der luxemburgischen Herrschaft Dasburg.
Im Jahr 1794 hatten französische Revolutionstruppen die Österreichischen Niederlande, zu denen das Herzogtum Luxemburg gehörte, besetzt und im Oktober 1795 annektiert. Unter der französischen Verwaltung gehörte das Gebiet zum Kanton Clervaux im Arrondissement Diekirch, der Teil des Departements Wälder war. Affler wurde zunächst von der Mairie Hosingen, ab 1812 von der Mairie Dasburg verwaltet.
Aufgrund der Beschlüsse auf dem Wiener Kongress wurde 1815 das vormals luxemburgische Gebiet östlich der Sauer und der Our dem Königreich Preußen zugeordnet. Unter der preußischen Verwaltung kam Affler zur Bürgermeisterei Karlshausen im Kreis Bitburg, der dem Regierungsbezirk Trier zugeordnet war.
Nach dem Ersten Weltkrieg gehörte die Region zum französischen Teil der Alliierten Rheinlandbesetzung. Im Anschluss des Zweiten Weltkrieges kam der Ort zur französischen Besatzungszone und wurde 1946 Teil des damals neu gebildeten Landes Rheinland-Pfalz.
Bevölkerungsentwicklung
Die Entwicklung der Einwohnerzahl von Affler, die Werte von 1871 bis 1987 beruhen auf Volkszählungen:
| Jahr | Einwohner |
| ---- | --------- |
| 1815 | 25        |
| 1835 | 56        |
| 1871 | 77        |
| 1905 | 80        |
| 1939 | 290       |
| 1950 | 60        |
| 1961 | 60        |

| Jahr | Einwohner |
| ---- | --------- |
| 1970 | 56        |
| 1987 | 46        |
| 1997 | 32        |
| 2005 | 30        |
| 2011 | 29        |
| 2017 | 25        |

## Politik

### Gemeinderat
Der Gemeinderat in Affler besteht aus sechs Ratsmitgliedern, die bei der Kommunalwahl am 9. Juni 2024 in einer Mehrheitswahl gewählt wurden, und dem ehrenamtlichen Ortsbürgermeister als Vorsitzendem.

### Bürgermeister
Herbert Steins wurde 1999 Ortsbürgermeister von Affler. Da bei der Direktwahl am 26. Mai 2019 kein gültiger Wahlvorschlag eingereicht wurde, oblag die Neuwahl des Bürgermeisters gemäß rheinland-pfälzischer Gemeindeordnung dem Rat. Dieser bestätigte Steins auf seiner konstituierenden Sitzung am 17. Juni 2019 für weitere fünf Jahre in seinem Amt. Zur Direktwahl am 9. Juni 2024 gab es erneut keine Bewerbungen, sodass die Wahl erneut durch den Gemeinderat durchgeführt werden musste. Auf seiner konstituierenden Sitzung am 29. Juli 2024 bestätigte er Herbert Steins in seinem Amt.

## Kultur und Sehenswürdigkeiten
In der Denkmalliste des Landes Rheinland-Pfalz (Stand: 2022) wird als Kulturdenkmal die alte Kapelle als katholische Filialkirche genannt, ein Saalbau mit Giebeldachreiter aus dem Jahr 1887.

## Wirtschaft und Infrastruktur

### Solarpark
Im Dezember 2021 wurde mit dem Solarpark Affler der erste von elf Standorten des Solarparks Südeifel in Betrieb genommen.

### Verkehr
Affler wird von der Kreisstraße 48 an das überregionale Straßennetz angeschlossen.